# Еразм Фабіянський
Еразм Рудольф Фабіянський (Erazm Rudolf Fabijański; 1826–1892) — польський художник, ілюстратор і сценограф.

## Біографія
Народився 1826 року у Житомирі. Вивчав медицину в Києві, потім в Імператорській академії мистецтв у Санкт-Петербурзі вивчав живопис та літографію. У 1848 році він був одним із художників-ілюстраторів «Топографічної анатомії людського тіла» Миколи Пирогова.
З 1852 по 1860 рік Еразм був директором театру в Житомирі, де розробляв декорації для ранньої постановки опери «Галки» Станіслава Монюшка. У 1857 році він створив кілька літографій Десятинної церкви, яка з'явилася в Галереї київських старожитностей . У цей час він одружився з актрисою на ім'я Гелена Зелінська.
У 1861 році ненадовго ув'язнений за «патріотичну діяльність». Після звільнення Фабіянський переїхав до Варшави, де писав для газети «Варшавський кур'єр» та створював ілюстрації для « Tygodnik Ilustrowany» і сатиричного журналу « Kłosy» («Вуха»).
У 1863 році брав участь у Січневому повстанні. Коли повстання було придушено, він емігрував до Відня, потім у Францію. Згодом вступив до французького іноземного легіону, брав участь у франко-прусській війні, був поранений. Після 1871 року Фабіянський повернувся до Польщі і оселився у Львові, де писав фрески в соборі Святого Юри та створював декорації для кількох опер.
У 1880 році він переїхав до Кракова, де розмалювував церкви та театри; час від часу їздив малювати в інші міста.

## Галерея

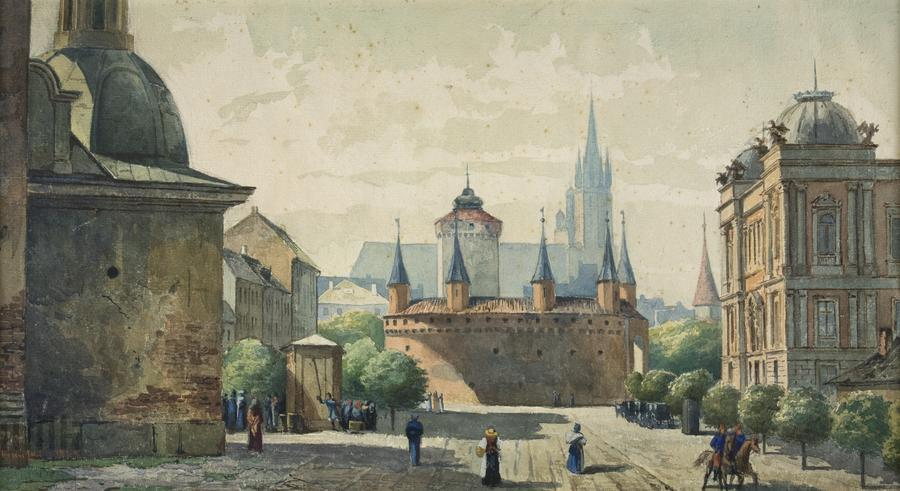
Вид на Краківський Барбакан
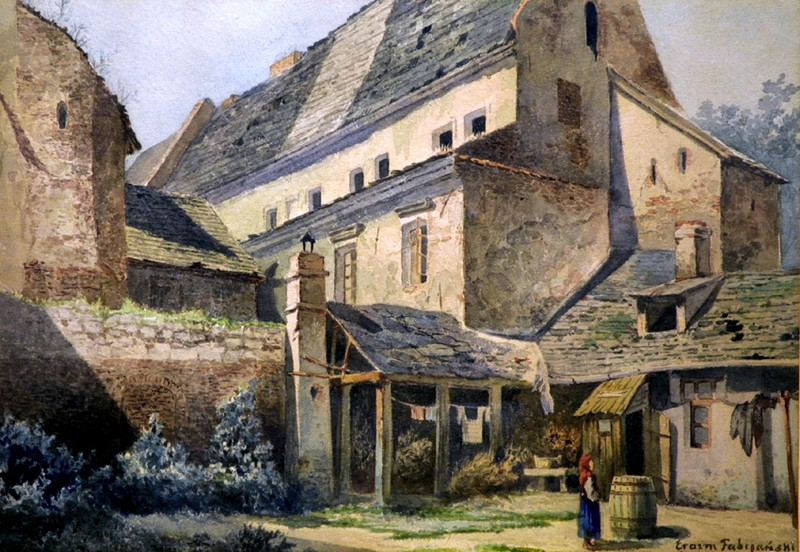
Лікарня Святого Духа в Кракові.
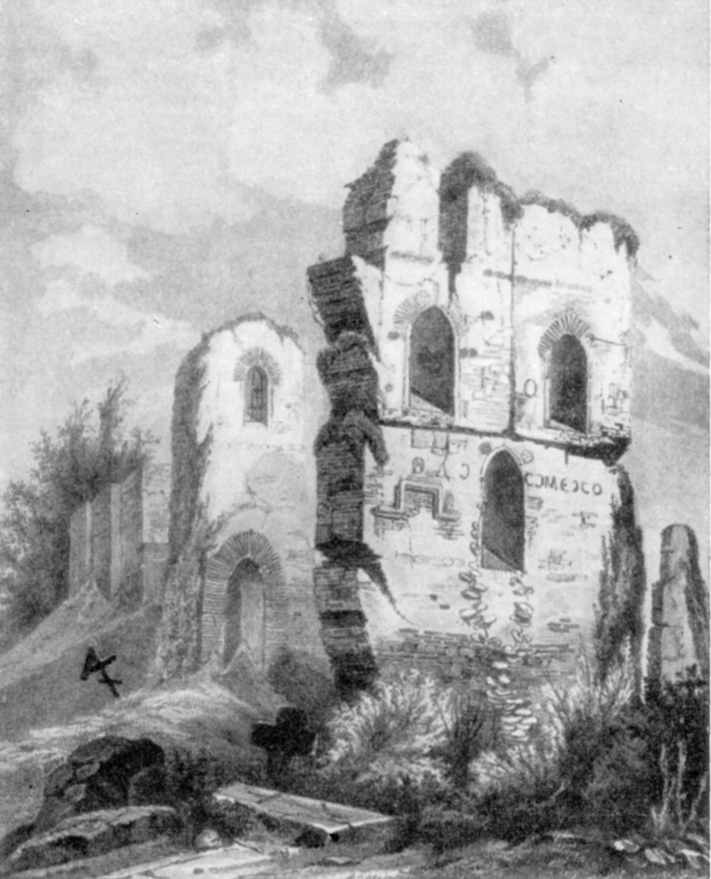
Руїни Десятинної церкви.
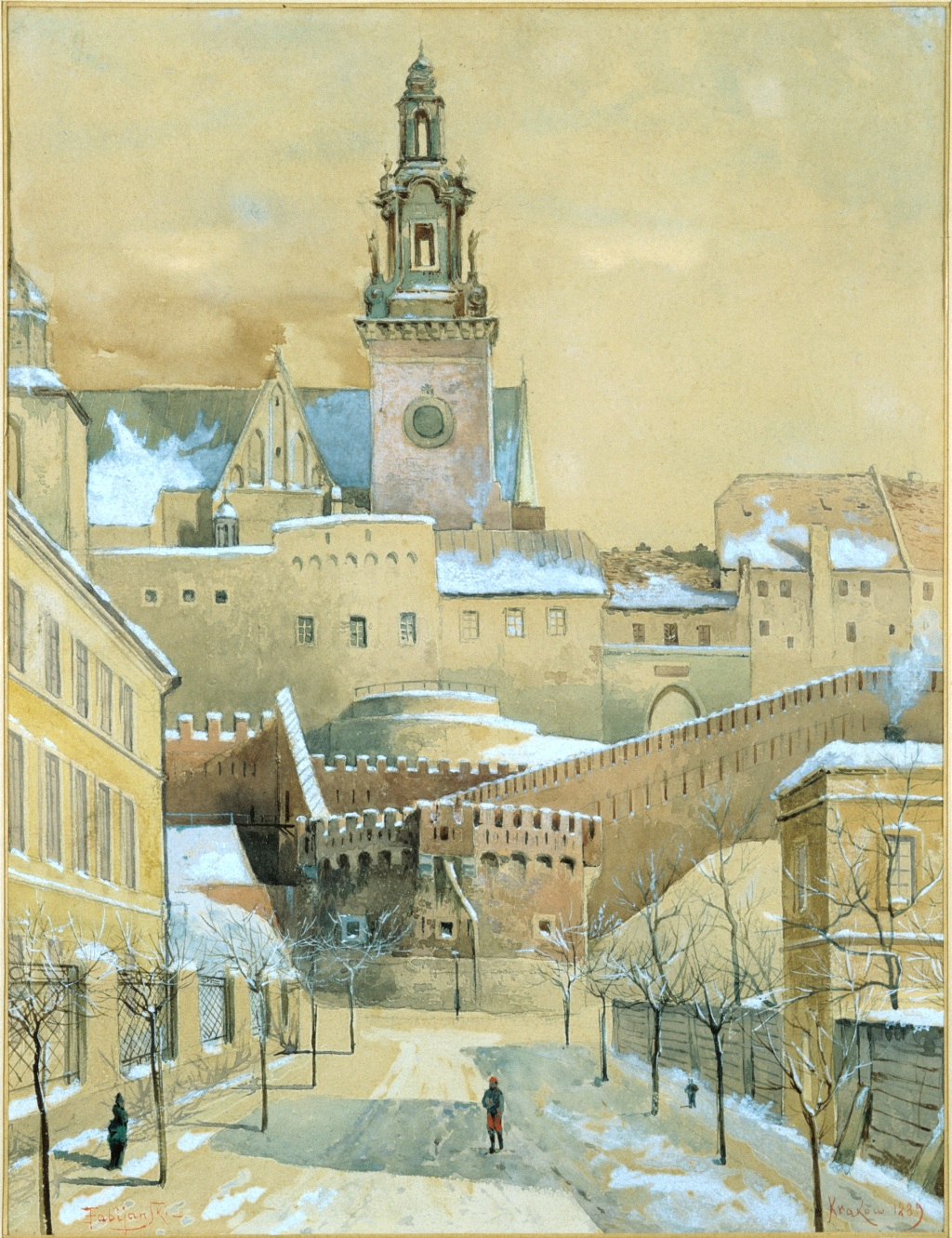
Вид на Вавель опівночі.